# New Shapes
«New Shapes» — песня английской певицы и автора песен Charli XCX, записанная при участии французской певицы Christine and the Queens и американской певицы Caroline Polachek. Она была выпущена 4 ноября 2021 года как второй сингл с грядущего пятого студийного альбома Crash (2022). Песня была описана как поп-синти трек, вдохновлённый 80-ми.

## Информация
Песня «New Shapes» была написана Charli XCX, Christine and the Queens, Caroline Polachek, Noonie Bao, Linus Wiklund и Deaton Chris Anthony, причём последние двое были ещё и продюсерами трека. Это вторая совместная работа XCX и Кристин, а также XCX и Полачек. Первая пара в 2019 году записала сингл «Gone», а вторая работала над треком «Tears» с микстейпа 2017 года Pop 2. Кристин и Полачек ранее вместе работали над песней «La vita nuova» в 2020. Трек был выпущен 4 ноября 2021 года, одновременно с этим Чарли объявила название и раскрыла обложку Crash, а также мировой тур. Ранее Чарли затизерила отрывок песни во время своего выступления в начале 2021 года вместе с другим неизданным треком.

## Музыкальное видео
Музыкальное видео на эту песню было снято Имоджин Штраус, Люком Орландо и Терренсом О’Коннором и выпущено 12 ноября 2021 года. Он начинается с того, что Charli XCX, Caroline Polachek и Christine and the Queens участвуют в воображаемом чат-шоу TV Heaven организованном Benito Skinner.

## Треклист
Цифровая загрузка и стриминг
1. «New Shapes» — 3:20

Стриминг — бонус-треки
1. «New Shapes» — 3:20
2. «Good Ones» — 2:16

## Чарты
| Чарт (2021)                    | Пиковая позиция |
| ------------------------------ | --------------- |
| Ireland (IRMA)                 | 90              |
| New Zealand Hot Singles (RMNZ) | 39              |

## История релиза
| Регион  | Дата          | Формат                       | Лейбл            | Ref.  |
| ------- | ------------- | ---------------------------- | ---------------- | ----- |
| Various | 4 ноября 2021 | цифровое скачивание стриминг | Asylum Warner UK | [ 7 ] |